# Felipe Saad
Felipe Patavino Saad, né le 11 septembre 1983 à Santos au Brésil, est un ancien footballeur italo-brésilien.

## Biographie
Le 10 juillet 2007, il signe un contrat de deux ans avec le club d'En avant de Guingamp. Après un essai concluant au club, il devient un titulaire indiscutable en équipe première en formant avec Steven Pelé l'une des meilleures défenses de Ligue 2.
Contrairement à bon nombre de ses compatriotes, il s'intègre à une vitesse impressionnante à sa nouvelle vie, aidé par son compatriote Eduardo Ribeiro et par Steven Pinto-Borges en ce qui concerne la langue. Il est également très populaire auprès des supporters guingampais qui apprécient sa générosité et sa gentillesse.
Avec toute son équipe, Felipe remporte la finale de la Coupe de France face au Stade rennais, en mai 2009. Après trois ans passés à Guingamp, il rejoint un club promu en Ligue 2, l'Évian Thonon Gaillard Football Club, en juillet 2010.
Après une saison et demie avec l'AC Ajaccio où il joue très peu, il trouve un accord avec le Stade Malherbe Caen, alors en Ligue 2, où il signe un contrat de deux ans. Il commence la saison dans la peau d'un titulaire avant de perdre sa place. Le club monté en Ligue 1, il ne foule une pelouse de l'élite que lors de la 20e journée, le 10 janvier 2015. Au cours de la 25e journée, face au Paris Saint-Germain, il remplace Alaeddine Yahia blessé et conserve par la suite sa place dans le onze de départ caennais. Il enchaîne ainsi sept titularisations avant de lui-même se blesser face à l'AS Monaco le 10 avril 2015 (32e journée),. Son contrat n'est pas prolongé par le club en fin de saison.
Lors de la saison 2018-2019, il est avec Lindsay Rose l'un des deux délégués syndicaux de l'UNFP au sein du FC Lorient. Le 28 mars 2019, il prolonge son contrat le liant au FC Lorient pour une saison supplémentaire, soit jusqu'en juin 2020. Il quitte finalement le club pour le Paris FC le 5 août 2019, n'entrant plus dans les plans de son entraîneur.
À l'issue de son contrat à Paris, il prend sa retraite de joueur et rejoint la cellule de recrutement du Stade Malherbe Caen. De mars 2022 à juin 2025, il occupe la fonction de coordinateur technique à l'Olympique de Marseille.

## Statistiques
| Saison                | Club                  | Championnat           | Championnat | Championnat | Coupe nationale | Coupe nationale | Coupe de la Ligue | Coupe de la Ligue | Compétition(s) continentale(s) | Compétition(s) continentale(s) | Compétition(s) continentale(s) | Total | Total |
| Saison                | Club                  | Division              | M.          | B.          | M.              | B.              | M.                | B.                | Comp.                          | M.                             | B.                             | M.    | B.    |
| 2003                  | EC Vitória            | Série A               | 1           | 0           | -               | -               | -                 | -                 | -                              | -                              | -                              | 1     | 0     |
| 2004                  | EC Vitória            | Série A               | 21          | 0           | -               | -               | -                 | -                 | -                              | -                              | -                              | 21    | 0     |
| 2005                  | Paysandu SC (prêt)    | Série A               | 13          | 0           | -               | -               | -                 | -                 | -                              | -                              | -                              | 13    | 0     |
| 2006                  | Botafogo FR (prêt)    | Série A               | 9           | 0           | -               | -               | -                 | -                 | -                              | -                              | -                              | 9     | 0     |
| Sous-total            | Sous-total            | Sous-total            | 44          | 0           | -               | -               | -                 | -                 | -                              | -                              | -                              | 44    | 0     |
| 2007-2008             | EA Guingamp           | Ligue 2               | 31          | 0           | 3               | 0               | -                 | -                 | -                              | -                              | -                              | 34    | 0     |
| 2008-2009             | EA Guingamp           | Ligue 2               | 12          | 0           | 3               | 0               | 1                 | 0                 | -                              | -                              | -                              | 16    | 0     |
| 2009-2010             | EA Guingamp           | Ligue 2               | 33          | 0           | 2               | 0               | 1                 | 0                 | C3                             | 2                              | 0                              | 38    | 0     |
| Sous-total            | Sous-total            | Sous-total            | 76          | 0           | 8               | 0               | 2                 | 0                 | -                              | 2                              | 0                              | 88    | 0     |
| 2010-2011             | Évian Thonon Gaillard | Ligue 2               | 19          | 1           | 2               | 0               | -                 | -                 | -                              | -                              | -                              | 21    | 1     |
| 2011-2012             | Évian Thonon Gaillard | Ligue 1               | 1           | 0           | 1               | 0               | -                 | -                 | -                              | -                              | -                              | 2     | 0     |
| Sous-total            | Sous-total            | Sous-total            | 20          | 1           | 3               | 0               | -                 | -                 | -                              | -                              | -                              | 23    | 1     |
| 2011-2012             | AC Ajaccio            | Ligue 1               | 3           | 0           | -               | -               | -                 | -                 | -                              | -                              | -                              | 3     | 0     |
| 2012-2013             | AC Ajaccio            | Ligue 1               | 11          | 0           | -               | -               | -                 | -                 | -                              | -                              | -                              | 11    | 0     |
| Sous-total            | Sous-total            | Sous-total            | 14          | 0           | -               | -               | -                 | -                 | -                              | -                              | -                              | 14    | 0     |
| 2013-2014             | SM Caen               | Ligue 2               | 15          | 0           | 3               | 0               | 2                 | 0                 | -                              | -                              | -                              | 20    | 0     |
| 2014-2015             | SM Caen               | Ligue 1               | 10          | 0           | -               | -               | 1                 | 0                 | -                              | -                              | -                              | 11    | 0     |
| Sous-total            | Sous-total            | Sous-total            | 25          | 0           | 3               | 0               | 3                 | 0                 | -                              | -                              | -                              | 31    | 0     |
| 2015-2016             | RC Strasbourg         | National              | 28          | 2           | -               | -               | -                 | -                 | -                              | -                              | -                              | 28    | 2     |
| 2016-2017             | RC Strasbourg         | Ligue 2               | 18          | 1           | 2               | 0               | -                 | -                 | -                              | -                              | -                              | 20    | 1     |
| Sous-total            | Sous-total            | Sous-total            | 46          | 3           | 2               | 0               | -                 | -                 | -                              | -                              | -                              | 48    | 3     |
| 2017-2018             | FC Lorient            | Ligue 2               | 6           | 0           | -               | -               | 2                 | 0                 | -                              | -                              | -                              | 8     | 0     |
| 2018-2019             | FC Lorient            | Ligue 2               | 29          | 0           | -               | -               | 3                 | 0                 | -                              | -                              | -                              | 32    | 0     |
| Sous-total            | Sous-total            | Sous-total            | 35          | 0           | -               | -               | 5                 | 0                 | -                              | -                              | -                              | 40    | 0     |
| 2019-2020             | Paris FC              | Ligue 2               | 10          | 0           | -               | -               | 3                 | 0                 | -                              | -                              | -                              | 13    | 0     |
| Total sur la carrière | Total sur la carrière | Total sur la carrière | 270         | 4           | 16              | 0               | 10                | 0                 | -                              | 2                              | 0                              | 298   | 4     |

## Palmarès
EC Vitória :
- Championnat de l'État de Bahia
  - Champion : 2003, 2004
- Coupe Nordeste
  - Vainqueur : 2003

 Paysandu SC :
- Championnat de l'État de Pará
  - Champion : 2005

 Botafogo :
- Championnat de l'État de Rio de Janeiro
  - Champion : 2006
- Coupe Guanabara
  - Vainqueur : 2006

 En Avant de Guingamp :
- Coupe de France
  - Vainqueur : 2009

 Évian Thonon Gaillard :
- Ligue 2
  - Champion : 2011

 RC Strasbourg :
- Ligue 2
  - Champion : 2017

 FC Lorient :
- Ligue 2
  - Champion : 2020

## Vie privée
Il est titulaire d'une maîtrise en relations publiques.